# Jean George Robichaud
Pour les articles homonymes, voir Robichaud.
Jean-George Robichaud, né le 26 juillet 1883 à Shippagan et mort le 6 août 1969 dans la mème ville, est un homme d'affaires et homme politique canadien.

## Biographie
Jean-George Robichaud est né le 26 juillet 1883 à Shippagan, au Nouveau-Brunswick. Son père est George Robichaud et sa mère est Philomène de Grasse. Il épouse Amanda Boudreau le 26 juillet 1909 et le couple a neuf enfants, dont Hédard Robichaud.
Il est élu à la députation du Gloucester le 24 février 1917 sous la bannière libérale à l'Assemblée législative du Nouveau-Brunswick. Il est réélu le 9 octobre 1920 et démissionne en 1922 pour briguer sa candidature aux élections fédérale du 22 novembre 1922. Il succède à Onésiphore Turgeon, devenu sénateur, comme député de la circonscription de Gloucester. Il conserve ce poste jusqu'en 1926, où il se retire en faveur de Peter Veniot. Il devient par la suite directeur du Bureau des pensions de vieillesse jusqu'à sa retraite en 1953.
Il est membre de la Société nationale de l'Acadie.
Jean George Robichaud est meurt le 6 août 1969 à Shippagan à l'âge de 86 ans.